# 仙台祭

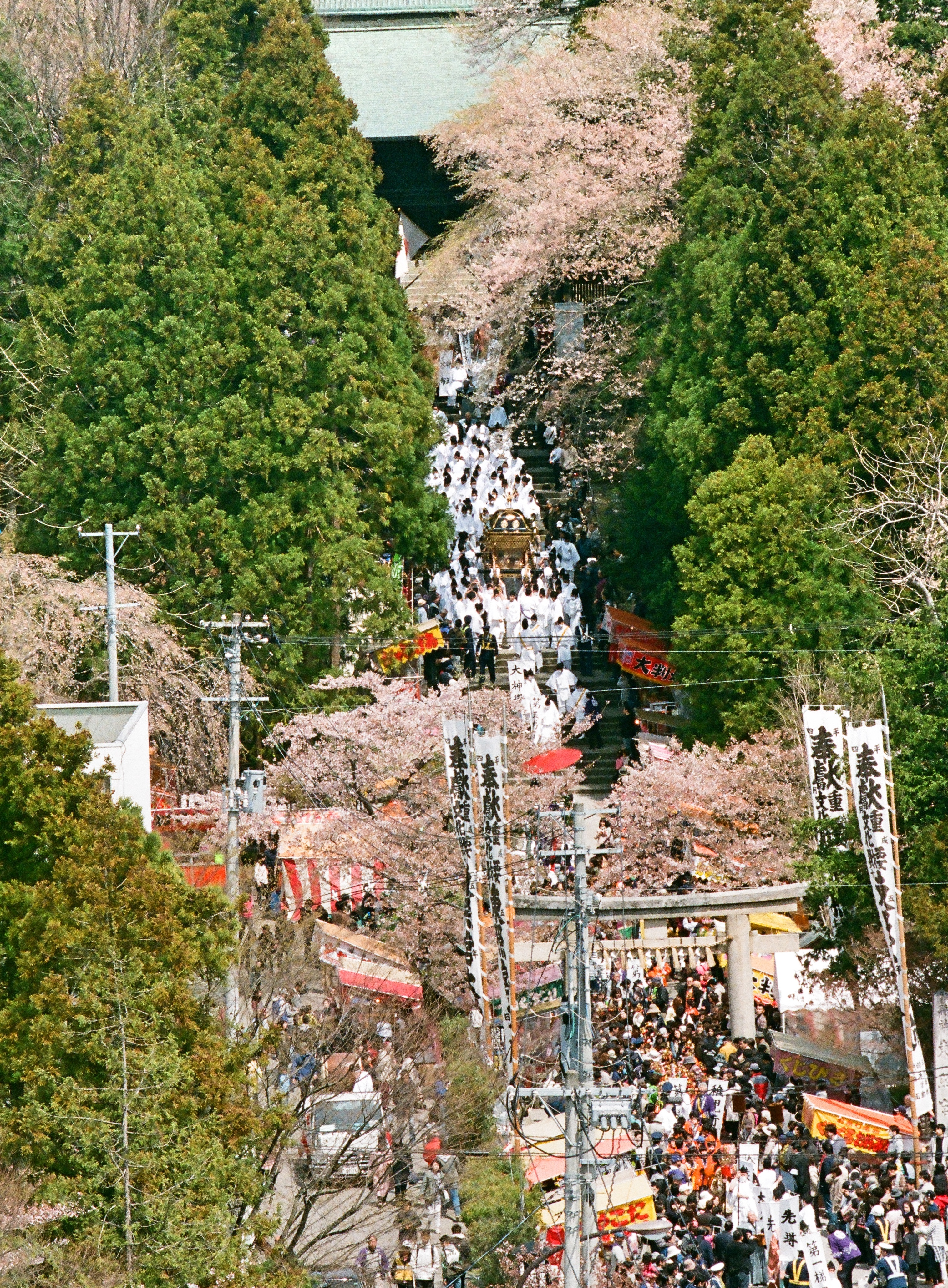
2014年（平成26年）に斎行された神輿渡御の様子

仙台祭（せんだいまつり）とは、宮城県仙台市青葉区に鎮座する仙台東照宮の祭礼行事、東照宮祭礼の別名である。
1655年に仙台藩二代藩主伊達忠宗により始まった東照宮の神輿渡御は江戸時代を通じて行われ、明治時代や太平洋戦争中の中断をはさみ、現在まで行われている。
また、仙台市で山車の巡行のあるお祭りのことを仙台祭と呼称することがある。

## 概要
仙台東照宮は1654年(承応3年)に仙台藩二代藩主伊達忠宗によって創建された神社である。
東照宮の祭典行事である東照宮祭礼は創建の翌年1655年に伊達忠宗によって始まり、以後1852年まで約200年間に渡り114回行われた。東照宮祭礼は藩政時代、仙台城下で行われた最大の祭で、仙台祭とも呼ばれた。仙台城下町をほぼ一周する約10キロの行程を数千人に及ぶ祭礼行列が渡御した。
この祭礼行列を収容するために東照宮の南側は広く作られている。

## 祭礼行列
祭礼行列は5段階に分かれて以下のように構成された。
1. 足軽・騎乗の武将等行列
2. 山車行列
3. 神輿行列
4. 別当仙岳院供奉行列
5. 後陣供奉の足軽組・武頭

当初祭礼行列は東照宮の氏子町である御譜代町を中心に行われたが、次第に御譜代町に限られたものではなくなり、仙台城下町の町方全体に広がった。
また山車を担ぐのは村方の人々であり、祭礼行列は武頭・足軽、町方、村方からなる、まさに藩を挙げた構成であった。

## 仙台藩主の動き[3]
仙台祭は仙台藩二代藩主伊達忠宗から十三代藩主伊達慶邦まで12代の藩主に渡り行われた。
四代藩主綱村、五代藩主吉村の時の記録によると、祭礼前日までに祭礼行列の経路を巡検し、斎戒に入る。9月17日祭礼当日は早朝に衣冠装束で東照宮に参拝する。参拝が終わると、国分町検断屋敷で朝食をとり、祭礼行列を見物する。そして特に神輿が通過する時は路上にて拝伏したとの記録がある。

## 東照宮神輿[4]

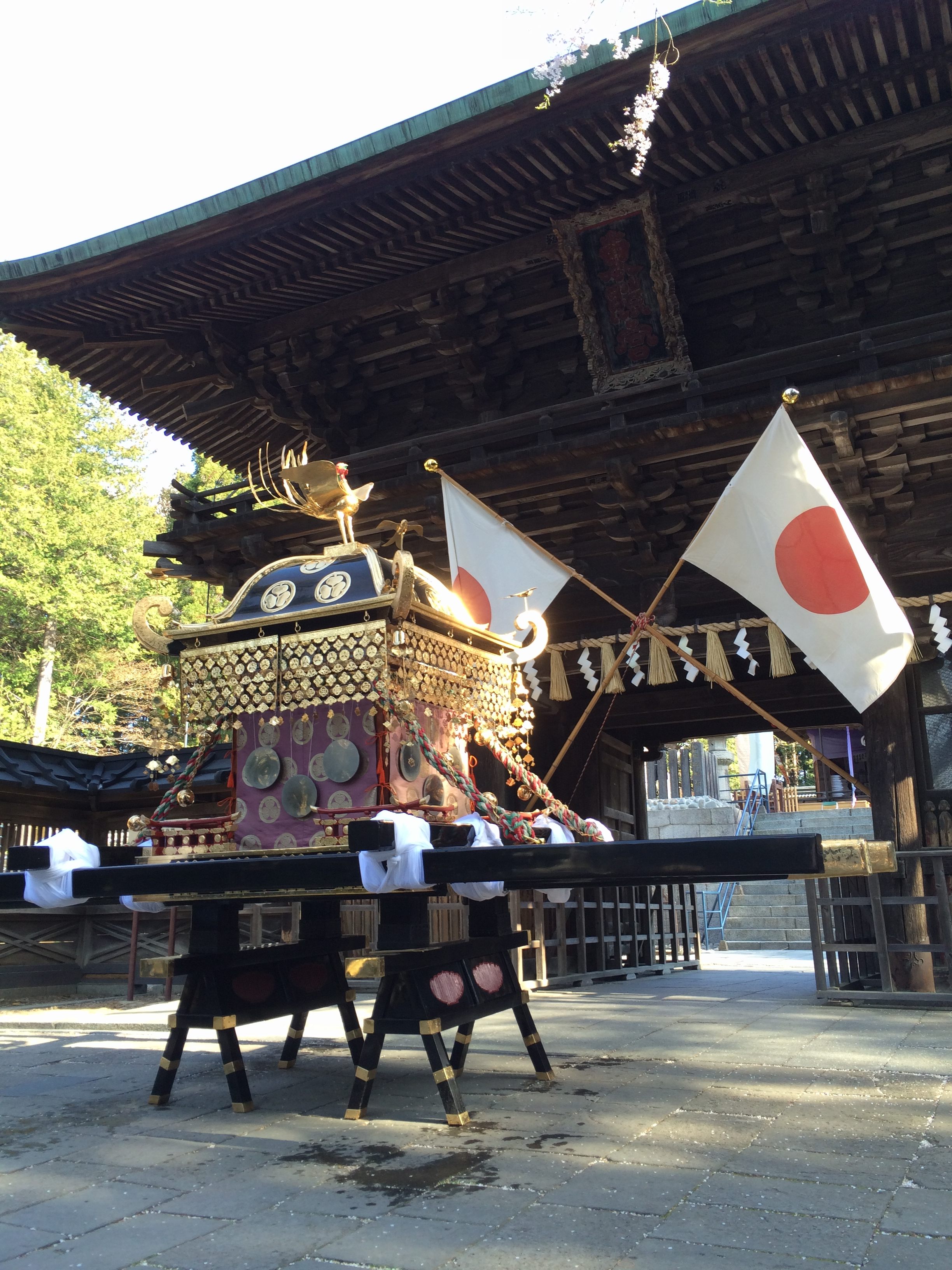
東照宮神輿
1654年の東照宮創建の際に江戸から仙台まで御神体を安置して渡御し、翌年1655年以降現在まで東照宮の神輿渡御によって仙台市内を巡幸している。

1654年の創建時に江戸から仙台まで御神体を運んだ神輿で、藩政時代東北最大の神輿と言われ、東照宮祭礼において城下町を巡幸した。
神輿は現存しており、48人で担ぎ、その重量は五百貫（約1.8t）といわれている。
1655年の東照宮祭礼で神輿渡御が行われた後は、明治維新や戦争により一時中断をはさみ、現在まで東照宮の神輿渡御によって巡幸している。
正月期間や春の祭礼期間、また5年に1度の祭礼行事でその姿を見ることができる。

## 東照宮祭礼のその後
仙台藩によって江戸時代の200年に渡り継続して行われてきた祭礼は明治維新により仙台藩がなくなると継続することができなくなった。
しかし1921年（大正10年）に神輿渡御期成会が仙台市民により結成され、神輿渡御が再興、旧御旅所である東六番丁小学校との間を往復した。
その後戦時中に再度中断し、現在では五年に一度神輿渡御が斎行されている。

## ”仙台祭”名称の展開
江戸時代、仙台で”おまつり”と言えば東照宮御祭礼やその御祭礼の山車のことを指すことがあった。
1935年（昭和10年）、仙台の郷土研究家である三原良吉によって”仙台で山車のことをおまつりと呼んだのだから、仙台で山車が出るおまつりは仙台祭である”という解釈がされた。
この解釈により、明治以降に仙台で行われた山車の巡行があったお祭りである天長節奉祝祭、招魂祭、桜岡神宮祭礼、青葉神社祭礼、そして仙台・青葉まつりは祭神や主催・日付・場所に関わらず仙台祭であるとされることがある。
更に仙台祭は東照宮祭礼に始まり、仙台・青葉まつりまで一貫して続くお祭りであるという主張が存在するがその共通点は”山車の巡行がある”という点のみである。

## 資料・参考文献
- 小岩井和夫「仙台祭についての覚え書き」『東北歴史博物館研究紀要』2001年3月
- 『仙台郷土研究』第6巻第6号、仙台郷土研究会、1936年6月
- 中野光浩『諸国東照宮の史的研究』名誉刊行会、2008年11月
- 『仙台市史 通史編3 近世1』2001年
- 『仙台市史 通史編6 近代1』2008年
- 『仙台市史 資料編3 近世2城下町』1997年
- 『東照宮神輿国指定重要文化財指定申請書』東照宮、1978年9月